# 튀링토시리스
튀링토시리스(학명:Thuringothyris mahlendorffae)는 도마뱀목 까마귀도마뱀과에 속하는 도마뱀이다. 지금은 멸종된 종으로서 전체적인 몸길이가 2~4m인 거대한 도마뱀에 속한다.

## 특징
튀링토시리스는 독일 중부 튀링겐 숲에서 알려진 초기 페름기 유레프틸레스의 멸종된 속이다. 튀링토시리스는 완모형 MNG 7729, 잘 보존된 관절형 두개골과 부분 두개 후 골격, 그리고 참조된 표본 MNG 10652, 잘 보존되지 않은 두개골과 부분 척추, MNG 10647, 탈관절된 두개골 및 두개골 후골격, MNG 10183, 약간 찌그러진 두개골 후골격에서 알려져 있다. 두개골 골격과 MNG 11191로 두개골과 팔다리가 잘 보존되지 않았다. 모든 표본은 탐바흐 층의 최상층인 탐바흐-산드슈타인 멤버에서 수집되었으며 약 2억8400만-2억7950만년전 후기 시수랄 시리즈(또는 상부 로틀리겐드)의 아르틴스키안 단계부터 거슬러 올라간다. 그들은 튀링겐 숲의 중간 부분인 탐바흐-디에타르즈의 작은 마을 근처에 있는 브로마커 채석장에서 발견되었다. 튀링토시리스는 원래 프로토로티리드라고 생각되었다. 요하네스 뮐러(David(데이비드) S)가 튀링토시리스의 모든 알려진 표본에 대한 재설명.버만, 에이미 C헨리치, 토마스 마틴스, 스튜어트 S. 2006년에 스미다는 그것이 독수리과의 자매 분류군이라고 주장했다. 2006년에 뮐러&레이즈에 의한 원시 파충류 관계에 대한 노밸 계통 발생 연구는 튀링토시리스를 코틸로사우루스과의 자매 분류군으로 회복시켰다. 이후 계통발생 분석에서도 동일한 결과를 얻었다. 튀링토시리스는 위르겐 A에 의해서 처음으로 명명되었다. 1991년에 소년과 토마스 마틴스 그리고 모식종은 튀링토시리스 말렌도르파이다. 총칭은 발견된 장소인 튀링기아의 이름을 따서 붙여졌다. 종명은 우르술라 R을 기리고 있다. 이는 말렌도르프란 뜻도 가진다. 튀링토시리스는 잘 발달된 뒷다리를 가지고 있으며 이는 육상에서 빠른 달리기를 가능하게 하여 먹이를 사냥할 때에 매우 유용하게 사용되었다. 양턱에는 총 20~25개의 톱니 모양을 가진 이빨을 가지고 있다. 먹이로는 당대에 서식했던 곤충, 절지동물, 무척추동물을 주로 잡아먹고 살았을 육식성의 도마뱀으로 추정되는 종이다.

## 생존시기와 서식지와 화석의 발견
튀링토시리스가 생존했었던 시기는 고생대의 페름기로서 지금으로부터 2억 9000만년전~2억 4500만년전에 생존했었던 종이다. 생존했었던 시기에는 유럽을 중심으로 하여 당시에 존재했었던 초원, 산림에서 주로 서식했었던 도마뱀이다. 화석의 발견은 1991년에 유럽의 트라이아스기에 형성된 지층에서 유럽의 고생물학자들에 의하여 처음으로 화석이 발견되어 새롭게 명명된 종이다.

## 같이 보기
- 파충류
- 고생대
- 페름기
- 도마뱀
- 화석